# Monkey: Journey to the West
Monkey: Journey to the West ist eine Oper von Damon Albarn.
Die Oper mit einer Choreografie von Chen Shi-Zheng wurde am 28. Juni 2007 zur Eröffnung des Manchester International Festival uraufgeführt. Es ist eine Koproduktion des Manchester Festivals, der Staatsoper Unter den Linden in Berlin und des Théâtre du Châtelet in Paris. Monkey ist eine Mischung aus Peking-Oper und modernem Zirkus, die auf der klassischen chinesischen Erzählung Reise nach Westen basiert.

## Kritiken
Die Premierenkritiken waren gespalten. The Guardian hatte eine hymnische Kritik und eine, in der sich der Autor v. a. hinsichtlich der seiner Einschätzung nach einfallslosen Musik enttäuscht zeigte. Die Zuschauer äußerten sich hingegen ausnahmslos begeistert.
Aufführungen erfolgten zwischen 2007 und 2009 in Paris, Charleston und London. Die Berliner Staatsoper Unter den Linden sagte die für 2008 geplante Aufführung ab. Der Koproduktionspartner in Paris, das Théâtre du Châtelet, lieferte keine technisch und künstlerisch realisierbare Version der aufwendigen Bühnenshow.